# Gastrothrips
Gastrothrips är ett släkte av insekter. Gastrothrips ingår i familjen rörtripsar.
Kladogram enligt Catalogue of Life:
| Gastrothrips | \| \| Gastrothrips callipus \| \| \| \| \| \| Gastrothrips corvus \| \| \| \| \| \| Gastrothrips harti \| \| \| \| \| \| Gastrothrips ruficauda \| \| \| \| \| \| Gastrothrips texanus \| \| \| \| |
|              | \| \| Gastrothrips callipus \| \| \| \| \| \| Gastrothrips corvus \| \| \| \| \| \| Gastrothrips harti \| \| \| \| \| \| Gastrothrips ruficauda \| \| \| \| \| \| Gastrothrips texanus \| \| \| \| |
|              | Gastrothrips callipus |
|              | |
|              | Gastrothrips corvus |
|              | |
|              | Gastrothrips harti |
|              | |
|              | Gastrothrips ruficauda |
|              | |
|              | Gastrothrips texanus |
|              | |